# Andrea Pozzo
Andrea Pozzo, född 30 november 1642 i Trento, död 31 augusti 1709 i Wien, var en italiensk jesuit, målare, arkitekt och konstteoretiker.

## Biografi
Efter att ha inträtt i Jesuitorden utförde Pozzo ett flertal utsmyckningar i Genua. Pozzos virtuosa trompe l'œil-målningar kan studeras i kyrkor i Rom, Turin, Arezzo och Modena. I Rom blev han berömd för sina skenperspektiv i Il Gesù och Sant'Ignazio. Med sitt kombinerade altare och gravvård åt Jesuitordens grundare Ignatius av Loyola i Il Gesù skapade Pozzo ett överdådigt monument av polykrom marmor och förgyllningar.
Långhusets fresk och skenkupolen i Sant'Ignazio är Pozzos mest betydande verk. Fresken är den första fullskaliga quadraturan. Vid en specifik punkt i kyrkan upplevs illusionen av taket som komplett. Detsamma gäller för skenkupolen.
Pozzo ritade även Sankt Nicholas katedral i Ljubljana, Helige Ignatius kyrka i Dubrovnik och Universitetskyrkan i Wien. Hans avhandling Perspectiva Pictorum utövade ett mycket stort inflytande i hela Europa.

## Verk i urval
- Altaret – Cappella di Sant'Ignazio, Il Gesù[1]
- Den helige Franciskus Borja i bön – Cappella di San Francesco Borgia, Il Gesù[2]
- Trompe l'œil-fresker i den helige Ignatius rum – Casa Professa[3]
- Den helige Ignatius förhärligande (takfresk) – Sant'Ignazio[4][5]
- Kupolen med skenperspektiv – Sant'Ignazio[4][5]

## Bilder
| - Altaret i Cappella di Sant'Ignazio i Il Gesù. - Den helige Ignatius förhärligande i Sant'Ignazio. - Kupolen med skenperspektiv i Sant'Ignazio. |